# Найтерзен
Найтерзен (нім. Neitersen) — громада в Німеччині, розташована в землі Рейнланд-Пфальц. Входить до складу району Альтенкірхен. Складова частина об'єднання громад Альтенкірхен.
Площа — 5,64 км2. Населення становить Невірний параметр metadata 07 132 074 ос. (станом на 31 грудня 2020).